# Sophie de Grouchy
Marie-Louise-Sophie de Grouchy (coneguda com a Sophie de Condorcet pel seu matrimoni) (Meulan-en-Yvelines, 8 d'abril de 1764 - París, 8 de setembre de 1822) fou una filòsofa, escriptora, erudita, salonnière i traductora francesa del segle xviii.

## Vida i obra
Sophie de Grouchy nasqué al Castell de Villette, llar de la família de Grouchy, prop de Meulan-en-Yvelines. Era filla de François-Jacques, primer marquès de Grouchy, i de Marie Gilberte Henriette Fréteau de Pény (germana del president Dupaty), que fou una intel·lectual i volgué donar als seus fills una educació de qualitat. No solament coneixia el llatí sinó que parlava amb facilitat altres llengües.
Molt aviat Sophie de Grouchy començà a despertar l'interès per la seva manera de pensar i els seus escrits. El seu oncle, Charles Dupaty, jurista de renom, reconegué, quan Sophie no tenia més de catorze anys, la grandesa de la seva raó i esperit: "He vist coses escrites per ella amb confiança i llibertat que Madame de Sevigné no hauria desaprovat!" .
Als vint anys Sophie de Grouchy es dedicà a l'església: fou canongessa postulant en una orde de Neuville-les-Dames, a Bresse (1784-1786). El 1786, amb vint-i-dos anys, es va casar amb Nicolas de Condorcet (que ja en tenia quaranta-dos) en el que seria un matrimoni breu, però ben avingut per la comunitat d'interessos intel·lectuals i polítics de tots dos. El seu padrí de noces va ser el marqués de La Fayette. El 1790 va néixer la seva filla Alexandrine Louise Sophie de Condorcet, a qui deien Liza. que es casaria amb el líder polític irlandès exiliat Arthur O'Connor.

## Activitat filosòfica i política
Un cop casada va instaurar a casa seva, a l'Hôtel des Monnaies, una estança dedicada a la tertúlia filosòfica (salon) que va ser freqüentada per grans homes de l'època, tant francesos com estrangers, Turgot, D'Alembert, Thomas Paine, Adam Smith, Pierre Beaumarchais, i grans dones, com Olympe de Gouges i Germaine de Staël. Durant els primers anys de la Revolució compartí la fama com a amfitriona amb Madame de Staël. El seu saló estigué vinculat als girondins i al moviment abolicionista francès.

Pensadora empirista, li interessaven especialment les obres d'Adam Smith; creient que la seva Teoria dels sentiments morals havia estat mal traduïda, s'encarregà de fer-ne una nova traducció, a la qual afegí els seus propis comentaris filosòfics, escrivint el que seria la seva gran obraː Cartes sobre la simpatia, un conjunt de vuit cartes en què interpreta el pensament d'Adam Smith, a través de la influència de Locke i Rousseau, la filosofía moral escocesa i l'experiència de la realitat política francesa, i exposa les seves pròpies reflexions sobre el nou ordre social i sobre el paper de les emocions, la moral i la justícia en la construcció d'una nova societat.

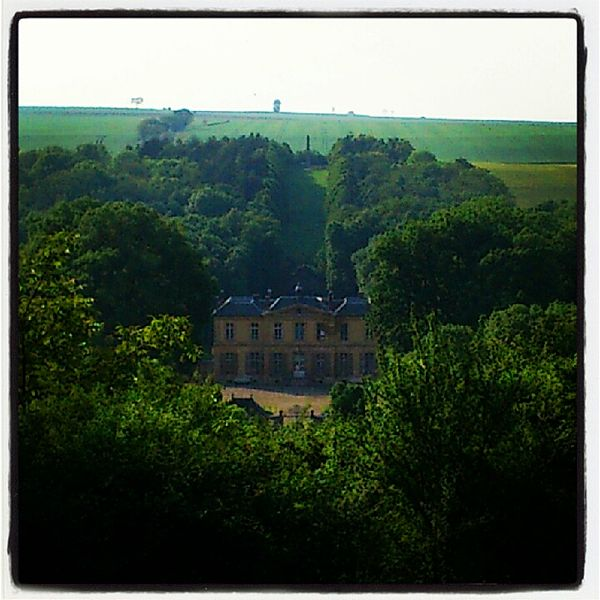
El Château de Villette, mansió de la família de Grouchy.

Oberta a les ideologies feministes, Sophie de Grouchy acollí el Cercle Social, club fundat pels girondins, que defensava la igualtat de gènere. Publicà juntament amb el seu marit l'assaig Sobre l'admissió de les dones als drets civils, escrit el juliol del 1790. També defensaven l'abolició de l'esclavitud.
Temps després les seves opinions provocaren ruptures, car la noblesa els guardava rancor acusant-los d'infidelitat a la seva classe. Per altra banda, els revolucionaris en desconfiaven.

Sophie de Grouchy traduí de l'anglès L'appel en faveur de la République, del seu amic Thomas Paine. També traduí Vindicae Gallicae, de Mackintosh, amb el títol en francès L'apologie de la Revolution Française.

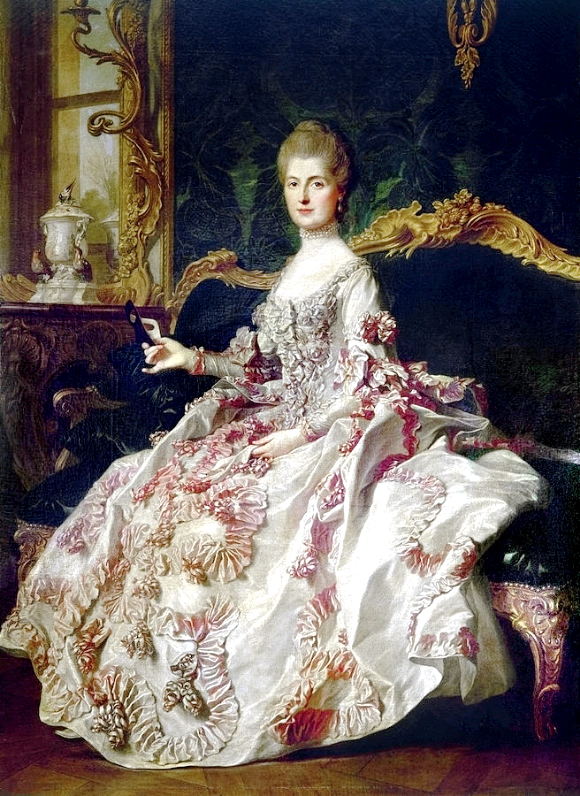
Anne-Catherine Helvétius, salonnière del Cercle d'Auteuil.

De Grouchy i els seus companys pensadors, juntament amb Condorcet, van crear el diari Le Republicain, on van plasmar les seves idees republicanes, com l'oposició a la restauració de Lluís XVI al tron. Amb la col·laboració de Nicolas de Bonneville, Sophie de Grouchy publicà diversos pamflets.
També fou convidada a casa de la viuda d'Helvétius a Auteuil, on Anne-Catherine de Ligniville Helvétius havia obert un saló situat a l'antiga propietat de Quentin de la Tour. En aquells moments morí la mare de Sophie, mentre que el pare, Marquès de Grouchy, era arrestat a Villette però alliberat perquè son fill formava part de l'exèrcit republicà, i després obligat a refugiar-se en veure com els girondins eren guillotinats.
El saló de Sophie de Grouchy suspengué les seves activitats durant el període del Terror. Condorcet fou detingut pels lligams que tenia amb els girondins i la seva oposició a la Constitució de 1793. El seu marit s'amagà però després l'empresonaren i morí dins la cel·la en circumstàncies desconegudes. Tot i així el saló de Sophie de Condorcet continuà vigent després de la mort del seu marit.

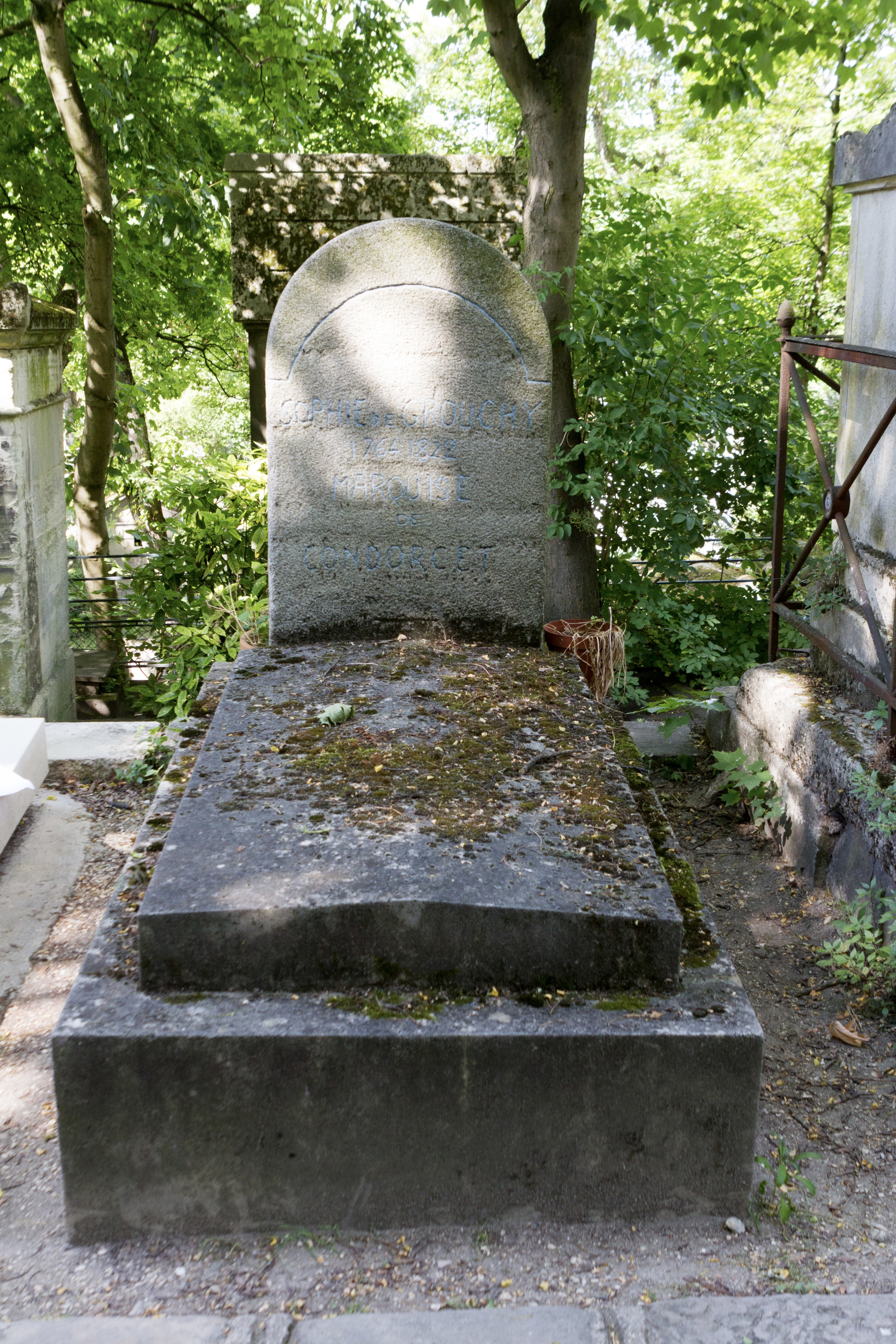
Sepultura de Sophie de Grouchy, marquesa de Condorcet, al cementiri de Père Lachaise.

## Darrers anys
Ja vídua, Sophie de Grouchy publicà Esquisse sur les progrès de l'esprit humain i, com a homenatge tardà, la Convenció Nacional ordenà imprimir-lo. Com a conseqüència de la mort de Nicolas de Condorcet, es trobà en una difícil situació econòmica, així doncs, obrí una botiga de llenceria i es dedicà a pintar retrats per mantenir la seva filla i la seva germana, Charlotte de Grouchy. Durant un temps deixà les traduccions i escrits a banda.
Entre 1801 i 1804, amb l'ajut de Cabanis i Garat, va editar i treballà perquè es publiqués l'obra completa de Condorcet en 21 volums.
Pel que es diu, en una trobada amb Napoleó, aquest digué "No m'agraden les dones que es fiquen en política" i ella respongué: "Ai, general meu! Ja que els homes tenen el dret de tallar els nostres caps, ens interessa saber perquè ho fan".
El 8 de març del 1822 morí Sophie de Grouchy a París. És enterrada al cementiri de Père-Lachaise.

## Obra
- 1791: Appel en faveur de la République, de Thomas Paine, Paris, sn (traducció).
- 1791: «Lettre d’un jeune mécanicien aux auteurs du journal Le Républicain», Le Républicain, 16 de juliol (signat «La Vérité», atribuit a Sophie de Condorcet.
- 1792: Apologie de la Révolution française et de ses admirateurs anglais, de Sir James Mackintosh, Paris, Buisson (traducció).
- 1795: «Préface», dins del text de Nicolas de Condorcet, Esquisse d’un tableau historique des progrès de l'esprit humain, obra pòstuma edició. P.C.F. Daunou et Mme de Condorcet, Paris, Agasse, p.V-VIII.
- 1795: Théorie des sentiments moraux, d'Adam Smith, seguit per Lettres sur la sympathie, de S. Grouchy Veuve Condorcet, Paris, Buisson, 1798 (traducció i annotacions al text d'Adam Smith)
- 1798: Lettres sur la sympathie ; suivies des Lettres d’amour, Montréal, Étincelle, 1994.
- 1799: «Préface», dins de l'obra de Nicolas de Condorcet Moyens d’apprendre à compter sûrement et avec facilité, éd. Mme de Condorcet et M. Garat, Paris, Moutardier.
- 1801-1804: «Avertissement», dins de OEuvres complètes de Condorcet, éd. Mme de Condorcet, Brunswick-Paris, Moutardier, 1804, t.1, p.15-28.
- 1808?: «Parallèle de Voltaire et de J. J. Rousseau», Le petit magasin des dames, éd. F.J.M. Fayolle, Paris, Solvet, 1808, p.47-49.